# 安戈爾盤唇鱨
安戈爾盤唇鱨，也称安哥拉盤唇鱨，為輻鰭魚綱鯰形目倒立鯰科的其中一種，其种加词“angolensis”意为“安哥拉的”。分布於非洲剛果河中部Cuango河流域及安哥拉Rio Coroca，體長可達5.6公分。